# Сперматида
Сперматида — мужские половые клетки на 4-й стадии развития. Обладают гаплоидным набором хромосом. Возникают в результате деления сперматоцитов второго порядка. В результате цикла структурных изменений превращаются в сперматозоиды.

## Рисунки

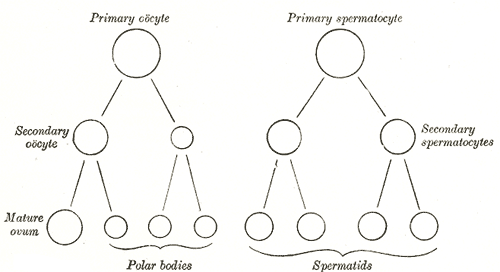
Аналогия между процессом образования яйцеклетки и сперматиды.